# 科洛斯尼科韋
科洛斯尼科韋（烏克蘭語：Колосникове），是烏克蘭東部頓涅茨克州顿涅茨克区马基伊夫卡市镇内的市級鎮。距離頓涅茨克21公里，海拔高度242米，2012年人口610。